# 森村商事

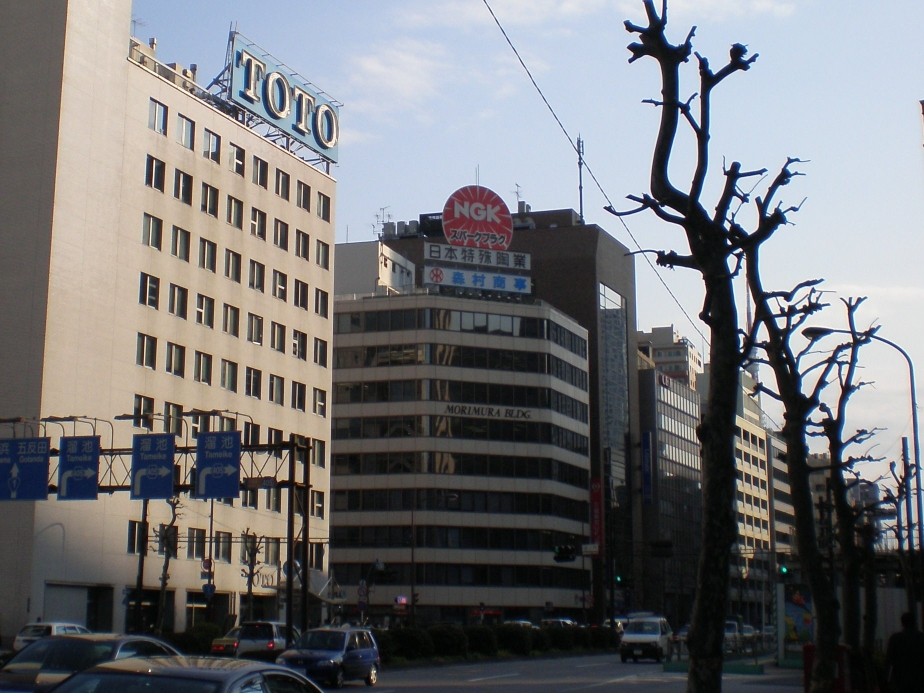
森村ビル（中央、旧本社）

森村商事株式会社（もりむらしょうじ、英: MORIMURA BROS.,INC.）は、東京都港区虎ノ門に本社を置く、原材料の輸出入を中心とした老舗の総合貿易商社である。源流の森村組は明治時代に陶磁器の輸出で台頭して森村財閥の中心企業となり、ノリタケなど森村グループの各社を派生させた。

## 概略
扱う商品はセラミックスや樹脂・化成品などの工業用原材料を中心に、金属や産業機械、食品など多岐に渡る。米国やオランダ、中国、タイ、ベトナム、フィリピン、インドなど世界各地に拠点を持つ。
1876年に森村市左衛門の異母弟である森村豊（とよ、1854-1899年）が銀座四丁目に設立した森村組が、1946年に現社名に改称して現在に至る。

## 会社概要
- 商号：森村商事株式会社
- 設立：1876年（明治9年）10月
- 国内拠点：5拠点（東京本社、名古屋支社、大阪支社、岡山営業所、九州営業所）
- 海外拠点：12拠点（アメリカ合衆国〈ニュージャージー州、ロサンゼルス〉、ヨーロッパ〈オランダ〉、中華人民共和国〈上海、香港、深圳〉、台湾、シンガポール、ベトナム、タイ王国、フィリピン、インド）
- 事業内容：窯業耐火物原料、航空機材、金属、電子工業用原材料・製品、化学品、機械プラント、香料・食品、生活用品等の輸出入および国内販売

## 沿革
- 1876年（明治9年） - 森村市左衛門らにより東京銀座四丁目に前身の森村組が設立される。資本金は三千円。
- 1925年（大正14年） - 森村組が米国IBMの日本代理店となり、日本への輸入第一号となるIBM統計機を日本陶器（現・ノリタケ）本社（名古屋市）に設置。
- 1946年（昭和21年） - 社名を森村商事株式会社に改称。資本金は250万円。
- 1959年（昭和34年） - 森村不動産株式会社を設立。
- 1960年（昭和35年） - 森村スタンダード・ウルトラマリン・アンド・カラー株式会社（現・森村ケミカル株式会社）設立。本社移転（港区虎ノ門1丁目3番1号 森村ビル）。
- 1976年（昭和51年） - ニューヨーク駐在員事務所（現・米国森村商事株式会社）を開設。
- 1977年（昭和52年） - 資本金を1億8,000万円に増資。
- 1988年（昭和63年） - オランダに欧州森村商事株式会社を設立。
- 1990年（平成2年） - インドにマドラス駐在員事務所（現・インド森村商事）を開設。
- 1995年（平成7年） - 香港駐在員事務所を開設。
- 1996年（平成8年） - シンガポール森村商事株式会社を設立。
- 1999年（平成11年） - 小野田森村マグネシウム株式会社を設立（土岐）。
- 2002年（平成14年） - アルコア化成株式会社とモラルコ株式会社が合併、新たにアルコアケミカルズ株式会社として発足（現・アルマティス株式会社）。
- 2003年（平成15年） - 上海駐在員事務所を開設。
- 2005年（平成17年） - アルモリックス株式会社を設立。
- 2006年（平成18年） - べ商プラスチック株式会社と合併。
- 2008年（平成20年） - サーテックMMCジャパン株式会社を設立（東京）。
- 2009年（平成21年） - 森村貿易（深圳）有限公司設立。東邦マテリアル株式会社を設立（神奈川県茅ヶ崎市）。
- 2010年（平成22年） - 森村商事アジア株式会社を設立（タイ）。インド森村商事株式会社を設立。
- 2013年（平成25年） - 台湾森村股份有限公司を設立。
- 2015年（平成27年） - 資本金を4億5,000万円に増資。
- 2016年（平成28年） - 本社を現在地へ移転。

## 関連会社
- 森村不動産株式会社
- 森村ケミカル株式会社
- アルモリックス株式会社
- 株式会社三和研究所
- 小野田森村マグネシウム株式会社
- 株式会社ムラタ
- サーテックMMCジャパン株式会社
- Chettinad Morimura Semiconductor Material Private Limited（インド）
- OMM(Thailand) Co., Ltd. （タイ）

## 森村グループ
- ノリタケ株式会社
- TOTO株式会社
- 日本碍子株式会社
- 日本特殊陶業株式会社
- 株式会社大倉陶園
- 共立マテリアル株式会社
- 株式会社INAX（旧グループ企業）